# Arctogeophilus quadratus
Arctogeophilus quadratus är en mångfotingart som först beskrevs av Charles Thorold Wood 1867.  Arctogeophilus quadratus ingår i släktet Arctogeophilus och familjen storjordkrypare. Inga underarter finns listade i Catalogue of Life.